# Barbara Paciorek-Paleta
Barbara Paciorek-Paleta, z domu Kowalówka (ur. 2 lutego 1951 w Krakowie, zm. 27 kwietnia 2011 w Meksyku) – Polką-Meksykanką malarka, artysta plastyk.

## Życiorys
Studiowała na Wydziale Grafiki w krakowskiej Akademii Sztuk Pięknych, którą ukończyła z dyplomem grafika projektanta. Począwszy od 1972 uczestniczyła w ponad pięćdziesięciu wystawach zbiorowych i indywidualnych w kraju i zagranicą, m.in.: w Meksyku, Stanach Zjednoczonych, Kanadzie, Rosji, Japonii, Holandii, Włoszech i wielu innych krajach. W 1980 jej mąż, skrzypek Zbigniew Paleta, otrzymał korzystną propozycję pracy w Meksyku i cała rodzina opuściła Polskę. W 1982 została wykładowcą w Universidad Iberoamericana, a rok później w Universidad Autónoma Metropolitana Xochimilco. W 1990 przebywała w Japonii, gdzie studiowała techniki plastyczne z użyciem papieru Washi Zoo-kei u Ono Teiji. W 2002 zasiadała w jury Międzynarodowego Biennale Plakatu w Meksyku, należała do Komitetu Książki i Ochrony Kultury. Współpracowała nad realizacją opublikowanego w formie książki 2007 projektu „Współczesny plakat polski”. Zmarła w wyniku choroby nowotworowej.
Córkami Barbary Paciorek-Palety są aktorki Dominika i Ludwika Paleta.

## Wybrane wystawy
- Galería del Estado IVEC, Xalapa, Veracruz, Meksyk (1994)
- Galería El Juglar, Cidade do México (1994)
- Galería El Almacén, Cidade do México (1996)
- Galería Centro Tlalpan, Cidade do México (1998)
- Paisajes venideros, UIA, Cidade do México (1998)
- Galería Universitaria, Xalapa, Veracruz, Meksyk (2000)
- Casa del Poeta Ramon López Velarde, Cidade do México (2002)
- El Miniprint Internacional de Cadaques, Cadaques, Hiszpania (1991-1994)
- Museum of Modern Art, Tokio, Japonia (1992)
- 4th Sapporo Bienal Internacional de Gravura, Sapporo, Japonia (1998)
- Exposición Internacional Washi Zookei, Centro Interamericano, Cidade do México (1998)
- Consejo Mundial de Artistas Visuales, Instituto de Cultura, Tlaxcala, Meksyk (2000)
- 5th Exposición Washi Zookei de Setagaya, Tokio, Japonia (2000)
- Galería Universitaria Ramon Alba de la Canal, Veracruz, Meksyk (2000)
- Ciencias y Arte, UAM-Xochimilco, Cidade do México (2000)
- Los maestros en la UAM, UAM Rectoría, Cidade do México (2001)
- ¡Esto esta de muerte! Mexico-Espanha, Casa Jaime Sabines, Cidade do México (2001)
- Metro en el metro, Metro Coyoacan, Cidade do México (2001)
- 7 th Bienal Internacional de Gravura no México, Museum Franz Meyer, Cidade do México (2002)
- Modern Art Gallery, Confrontations Polish Art, Los Angeles (2003)
- 1th Bienal Washi Zoo Kei. México–Japão, Academia de San Carlos, Cidade do México (2003)